# HAX1
HAX1 (англ. HCLS1 associated protein X-1) – білок, який кодується однойменним геном, розташованим у людей на короткому плечі 1-ї хромосоми.  Довжина поліпептидного ланцюга білка становить 279 амінокислот, а молекулярна маса — 31 621.
| 10         |  | 20         |  | 30         |  | 40         |  | 50         |
| ---------- |  | ---------- |  | ---------- |  | ---------- |  | ---------- |
| MSLFDLFRGF |  | FGFPGPRSHR |  | DPFFGGMTRD |  | EDDDEEEEEE |  | GGSWGRGNPR |
| FHSPQHPPEE |  | FGFGFSFSPG |  | GGIRFHDNFG |  | FDDLVRDFNS |  | IFSDMGAWTL |
| PSHPPELPGP |  | ESETPGERLR |  | EGQTLRDSML |  | KYPDSHQPRI |  | FGGVLESDAR |
| SESPQPAPDW |  | GSQRPFHRFD |  | DVWPMDPHPR |  | TREDNDLDSQ |  | VSQEGLGPVL |
| QPQPKSYFKS |  | ISVTKITKPD |  | GIVEERRTVV |  | DSEGRTETTV |  | TRHEADSSPR |
| GDPESPRPPA |  | LDDAFSILDL |  | FLGRWFRSR  |  |            |  |            |

A: Аланін

D: Аспарагінова кислота

E: Глутамінова кислота

F: Фенілаланін

G: Гліцин

H: Гістидин

I: Ізолейцин

K: Лізин

L: Лейцин

M: Метіонін

N: Аспарагін

P: Пролін

Q: Глутамін

R: Аргінін

S: Серин

T: Треонін

V: Валін

W: Триптофан

Кодований геном білок за функцією належить до фосфопротеїнів. 
Задіяний у таких біологічних процесах як поліморфізм, ацетиляція. 
Локалізований у клітинній мембрані, цитоплазмі, ядрі, мембрані, мітохондрії, ендоплазматичному ретикулумі, саркоплазматичному ретикулумі, цитоплазматичних везикулах.